# 모래언덕저빌쥐
모래언덕저빌쥐(Eligmodontia dunaris)는 비단털쥐과에 속하는 설치류이다. 저빌쥐속에 속하는 가장 작은 종이며, 칠레에서 발견되는 가장 작은 설치류로 몸무게가 10~15g이고 꼬리를 포함한 몸길이는 12.5~15.2cm이다. 짧고 부드러운 털로 덮여 있다. 등 쪽은 연한 회색과 갈색이며, 해안가 또는 새끼 표본에서 보통 짙은 색을 띤다. 배 쪽은 희다. 꼬리는 끝이 붓꼬리 모양이고 꼬리 길이는 머리부터 몸까지 길이보다 약간 짧다. 귀는 중간 크기로 귀 앞쪽 부분에 흰 솜털이 나 있다.

## 분포 및 서식지
칠레의 토탁종으로 저빌쥐속 중에서 가장 서쪽에 분포한다. 플라야 로스 코로스(코킴보 주)의 해안가 모래 언덕부터 칼데라 지역까지 아타카마 사막 남쪽의 준사막 서식지에 제한적으로 발견되며, 동부 한계 지역은 코피아포 남쪽 30~55km 지역이다.